# سد بولارک
سد بولارک (به اسپانیایی: Embalse de Bolarque) یک مخزن سد در اسپانیا است که در استان گوادالاخارا واقع شده‌است.